# Ghosts (TV-serie)
Ghosts är en amerikansk fantasy- och komediserie vars första säsong bestod av 18 avsnitt och hade premiär den 7 oktober 2021. Den andra säsongen bestående av 22 avsnitt hade premiär 29 september 2022 och den tredje säsongen har premiär den 15 februari 2024.

## Handling
Serien kretsar kring Samantha och Jay som fått ärva en stor och sliten lantgård. De bestämmer sig bygga om lantgården till en bed & breakfast, men snart upptäcker de att den är bebodd av de många andarna från de som bott där förut.

## Rollista (i urval)
- Rose McIver - Samantha “Sam” Arondekar
- Utkarsh Ambudkar - Jay Arondekar
- Brandon Scott Jones - Isaac Higgintoot
- Danielle Pinnock - Alberta Haynes
- Asher Grodman - Trevor Lefkowitz
- Sheila Carrasco - Susan Monteroe